# قلمرو تسویاما
قلمرو تسویاما (به ژاپنی: 津山藩 Tsuyama Domain)، یک هان (ژاپن) تحت فرمان شوگون‌سالاری توکوگاوا در دوره ادو بود.